# 성산 전씨
성산 전씨(星山全氏)는 경상북도 성주군을 본관으로 하는 한국의 성씨이다. 시조 전흥(全興)은 고려에서 판도판서(版圖判書)를 지내며 1231년 몽골의 살리타이)의 침입에 맞서 공을 세워 대광(大匡)에 오르고 성산군에 봉해졌다

## 참고 자료
- “성산전씨(星山全氏)”. 뿌리를 찾아서.[깨진 링크(과거 내용 찾기)]